# Octavia St. Laurent
Octavia St. Laurent Mizrahi (16 de marzo de 1964 - 17 de mayo de 2009) fue una modelo estadounidense y educadora sobre el sida que participó activamente en la sociedad drag negra y latina de la ciudad de Nueva York y en los drag balls de Harlem. Llamó la atención del público después de aparecer en el documental de 1990 Paris is burning.

## Carrera
St. Laurent comenzó a competir en la escena ball de Nueva York en 1982 y reconoció que su categoría favorita era la categoría de rostro. Una de las canciones más comunes que escuchaba era "Swept Away" de Diana Ross.